# Brunhuvad tigerpapegoja
Brunhuvad tigerpapegoja (Psittacella madaraszi) är en fågel i familjen östpapegojor inom ordningen papegojfåglar.

## Utseende och läte
Brunhuvad tigerpapegoja är en liten och kompakt papegoja med grön kropp, rött på undergumpen och tvärbandad övergump. Endast hanen har brunt huvud. Arten liknar brun tigerpapegoja, men ses vanligen på lägre höjd. Hanen har större och diffusare senapsgula fläckar på huvudets baksida och honan har grönt huvud och kraft tvärbandning i nacken. Lätet är en dämpad trestavig vissling som börjar ljust, fortsätter mörkt och avslutas på medelhög tonhöjd: "wit-wu-wii".

## Utbredning och systematik
Brunhuvad tigerpapegoja förekommer i bergstrakter på Nya Guinea. Den delas in i fyra underarter med följande utbredning:
- Psittacella madaraszi major – förekommer på västra Nya Guinea (Weylandbergen och Sudirmanbergens nordsluttning)
- Psittacella madaraszi hallstromi – förekommer på Nya Guineas Central Highlands och Hindenburgbergen
- Psittacella madaraszi huonensis – förekommer på nordöstra Nya Guinea (berg på Huonhalvön)
- Psittacella madaraszi madaraszi – förekommer i berg på sydöstra Nya Guinea

Underarterna major och hallstromi inkluderas ofta i nominatformen.

## Status och hot
Arten har ett stort utbredningsområde, men tros minska i antal, dock inte tillräckligt kraftigt för att den ska betraktas som hotad. Internationella naturvårdsunionen IUCN listar arten som livskraftig (LC).

## Namn
Fågelns vetenskapliga artnamn hedrar Dr Gyula Madarász (1858-1931), ungersk ornitolog och curator på Ungerns nationalmuseums fågelavdelning 1881-1915. Fram tills nyligen kallades den även Madarász tigerpapegoja på svenska, men justerades 2022 till ett enklare och mer informativt namn av BirdLife Sveriges taxonomikommitté.